# Bahnhof Lustadt
Der Bahnhof Lustadt war die gemeinsame Station der Gemeinden Niederlustadt und Oberlustadt, die im Zuge der rheinland-pfälzischen Verwaltungsreform am 7. Juni 1969 zur Ortsgemeinde Lustadt zusammengelegt wurden. Er wurde am 16. Mai 1872 als Durchgangsbahnhof an der Bahnstrecke Germersheim–Landau eröffnet. Auf dieser wurde der Personenverkehr am 16. Mai 1984 eingestellt, der Güterverkehr folgte am 31. Dezember 1991. Seit 1998 ist die Strecke stillgelegt. 2006 wurde auf ihr ein Draisinenbetrieb nach dem Vorbild der Glantalbahn eingerichtet. An der Stelle des Bahnhofs befindet sich seither die Draisinenstation Lustadt (anfangs Lustadt-Mitte genannt). Sein früheres Empfangsgebäude steht zudem unter Denkmalschutz.

## Lage
Der Bahnhof befand sich am südlichen Bebauungsrand des Ortsteils Niederlustadt. Parallel zur Bahnstrecke, die in diesem Bereich von Ostnordost nach Westsüdwest verläuft, befindet sich im Norden die örtliche Bahnhofstraße. Südlich von ihm schließen sich landwirtschaftlich genutzte Flächen an.

## Geschichte

### Planung, Bau und Eröffnung
Erste Bestrebungen für eine Bahnstrecke zwischen Landau und Germersheim gehen in die Zeit um 1860 zurück. Die 1855 eröffnete Pfälzische Maximiliansbahn sollte mit dem badischen Eisenbahnnetz verknüpft werden, die primär dem Kohletransport dienen sollte. Diese Pläne standen in Konkurrenz mit der geplanten Bahnstrecke Winden–Karlsruhe, die sich schließlich durchsetzte und 1864 eröffnet wurde.
Als 1864 die Stichbahn Schifferstadt–Speyer bis nach Germersheim verlängert wurde, liefen Planungen, eine strategische Querverbindung zwischen den Festungen Germersheim und Landau herzustellen. Insgesamt vier Varianten wurden untersucht: zwei von ihnen sollten nördlich der Queich verlaufen, davon eine über Ober- und Niederlustadt.
Die Verwaltung der Pfälzischen Maximiliansbahn-Gesellschaft, die als Betreiberin für die Strecke vorgesehen war, favorisierte eine Linienführung über Knöringen nach Lingenfeld. Vor allem Bewohner aus Ober- und Niederlustadt sowie Zeiskam gingen vehement gegen eine solche Linienführung vor. Eigens hierfür fand am 9. Oktober 1869 im Niederlustadter Gemeindehaus eine Zusammenkunft statt. Ein Regierungsreskript vom 20. Mai 1870 sah die letztendlich realisierte Variante über Westheim, Ober- und Niederlustadt und Zeiskam vor.
Da die Strecke mittelfristig als Teil einer dem Kohleverkehr dienenden Magistrale dienen sollte, entstand der gemeinsame Bahnhof der Orte Ober- und Niederlustadt abseits des Siedlungsgebietes. Am 16. Mai 1872 wurde der Bahnhof, der zwecks Gleichbehandlung beider Gemeinden die Bezeichnung „Lustadt“ erhielt, als Teil der Bahnstrecke Germersheim–Landau eröffnet.

### Weitere Entwicklung
Anfang des 20. Jahrhunderts erhielt der Bahnhof wie alle in der Pfalz Bahnsteigsperren. Während dieser Zeit wurde der Bahnhof von der Betriebs- und Bauinspektion Landau verwaltet und gehörte zum Zuständigkeitsbereich der Bahnmeisterei Zeiskam. Nachdem Deutschland den Ersten Weltkrieg verloren hatte und das französische Militär einmarschiert war, wurde am 1. Dezember 1918 das pfälzische Streckennetz südlich von Maikammer-Kirrweiler für den Personenverkehr gesperrt, drei Tage später jedoch wieder freigegeben. 1922 wurden die Strecke und der Bahnhof Lustadt der neu gegründeten Reichsbahndirektion Ludwigshafen zugeordnet. Ein Jahr später wurden die am Bahnhof beschäftigten Eisenbahner im Zuge des von Frankreich durchgeführten, bis 1924 dauernden Regiebetriebs ausgewiesen. Danach kehrten sie zurück. Nach Auflösung der Reichsbahndirektion Ludwigshafen übernahm die Reichsbahndirektion Mainz zum 1. April 1937 die Zuständigkeit; zu dieser Zeit unterstand er dem Betriebsamt (RBA) sowie der Bahnmeisterei Landau.
Die Deutsche Bundesbahn gliederte den Bahnhof nach dem Zweiten Weltkrieg in die Bundesbahndirektion Mainz ein, der sie alle Bahnlinien innerhalb des neu geschaffenen Bundeslandes Rheinland-Pfalz zuteilte. Nach dem Krieg verlor die Strecke ihre einstige überregionale Bedeutung. Entscheidend dazu beigetragen hatte die Sprengung der Germersheimer Rheinbrücke. Darüber hinaus wurde aufgrund von Reparationsleistungen vonseiten Frankreichs das zweite Streckengleis in der Folgezeit demontiert. Dennoch blieb Lustadt Kreuzungsbahnhof. 1971 gelangte die Station im Zuge der Auflösung der Mainzer Direktion in den Zuständigkeitsbereich ihres Karlsruher Pendants. Zur selben Zeit wurden die Bahnsteigsperren aufgehoben.
In den Folgejahren ging die Nachfrage im Personenverkehr zurück. Am 1. Juni 1984 wurde er deshalb eingestellt. Trotzdem war im Bahnhof weiterhin ein Fahrdienstleiter tätig. Ende 1991 kam der Güterverkehr auf der Strecke ebenfalls zum Erliegen. Anschließend folgte die Demontage des Gleises am früheren Hausbahnsteig.
2006 wurde auf der Strecke zwischen Bornheim und Lingenfeld ein Draisinenbetrieb eingerichtet. Am früheren Bahnhof entstand in diesem Zuge eine Draisinenstation mit dem Namen „Lustadt-Mitte“. Der Zusatz Mitte rührte daher, dass im Westen Lustadt eine weitere Station namens Lustadt-West entstand. Mit der Auflassung letzterer wurde sie in Lustadt umbenannt.

## Empfangsgebäude
Das frühere Empfangsgebäude trägt die Anschrift Bahnhofstraße 31/33. Von der Ausführung her ist es nahezu identisch mit demjenigen von Westheim. Es handelt sich um einen Typenbau der Pfälzischen Eisenbahnen, der um 1870 errichtet wurde. Erstmals angewandt worden war er auf der 1868 eröffneten Bahnstrecke Landstuhl–Kusel und fand vor allem in den 1870er Jahren entlang pfälzischen Bahnhöfen Verbreitung. Der zweistöckige Haupttrakt steht giebelständig zu den Gleisen. Als Anbau existiert zudem ein früherer Güterschuppen mit ebenfalls zwei Stockwerken, der ein Wohngeschoss beinhaltet.

### Personenverkehr
Zeitweise verkehrten Personenzüge der Relation Germersheim–Zweibrücken. Zuletzt beschränkte sich die Bedeutung der Personenbeförderung im Wesentlichen auf den Schülerverkehr.

### Güterverkehr
Der einst umfangreiche Güterverkehr vor Ort spiegelte sich entsprechend in den Gleisanlagen wider. Getragen wurde er hauptsächlich durch die Verladung landwirtschaftlicher Produkte. Ab den 1980er Jahren bedienten Übergabezüge den Bahnhof, der zu dieser Zeit keinen eigenständigen Gütertarifpunkt mehr bildete. Seine Bedienung fand vom Bahnhof Germersheim statt, als dessen Satellit er fungierte.